# Banco da França

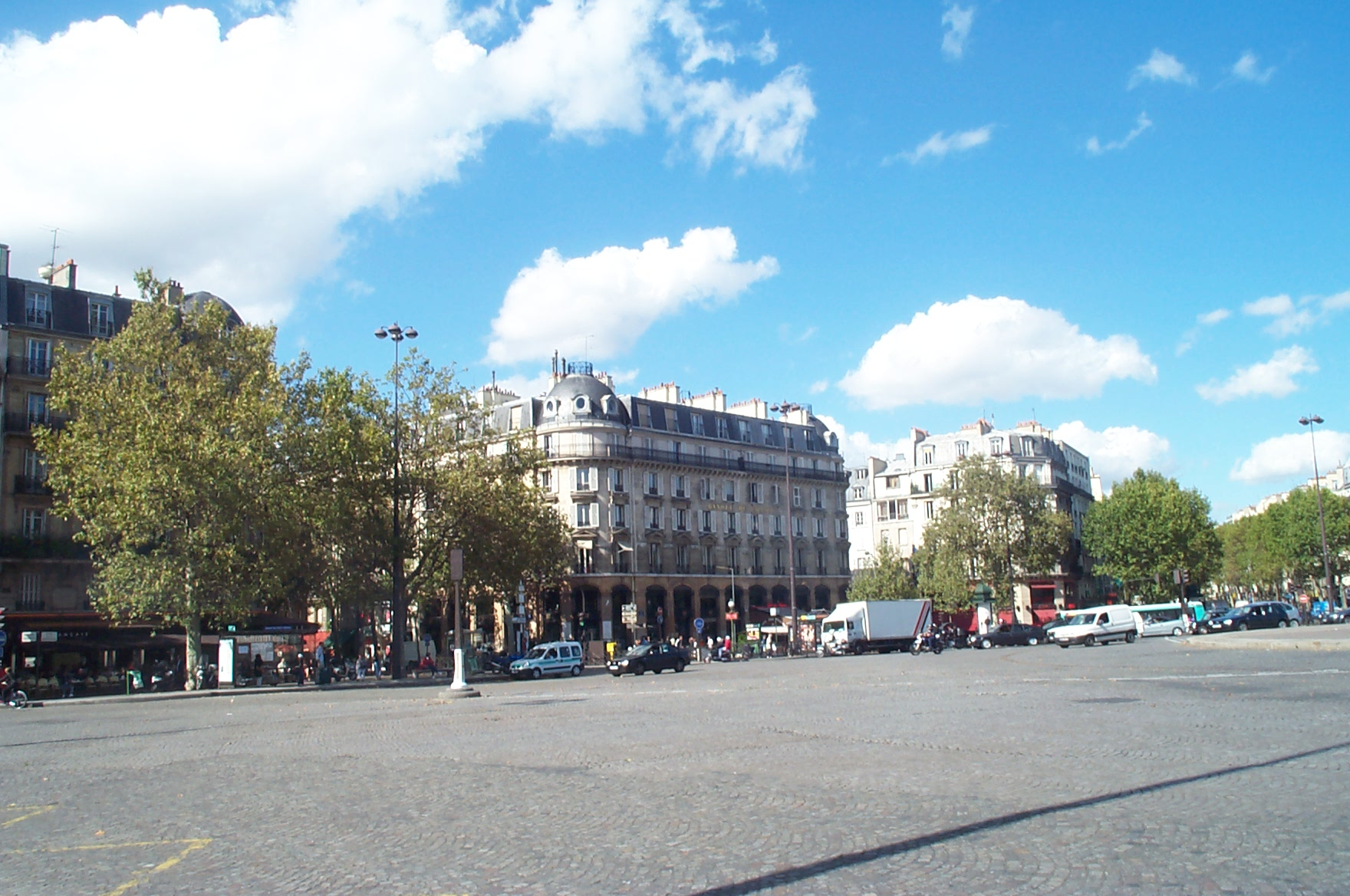
Banco da França, Paris, França

Banco da França (em francês: Banque de France)  é o banco central da França, ligado ao Banco Central Europeu.
A sua função principal é implementar a política da taxa de juros do Sistema Europeu de Bancos Centrais. A sua matriz é situada em Paris. O Banque de France foi criado pelo Império Francês (comandado por Napoleão Bonaparte) em 1800, para controlar a inflação do país.
Na Segunda Guerra Mundial, o Banco supervisionou a transferência de reservas de ouro para o exterior, que incluíam principalmente o Canadá, os Estados Unidos e os territórios ultramarinos franceses. Em 1945, o Banco foi nacionalizado por Charles de Gaulle e tornou-se uma instituição estatal. Os acionistas existentes receberam títulos para substituir suas ações na empresa. O estatuto do Banco foi reformado em 1973.
Em 1 de Junho de 1998, foi criada uma nova instituição, o Banco Central Europeu (BCE), encarregada de dirigir a política monetária única do euro. O órgão formado pelo BCE e pelos bancos centrais nacionais (BCN) de todos os estados membros da União Europeia constitui o Sistema Europeu de Bancos Centrais (SEBC). De acordo com o Tratado de Maastricht, o Banco supervisionaria o funcionamento do sistema de pagamentos e conduziria pesquisas independentes sobre a economia francesa, enquanto o recém-criado Banco Central Europeu conduziria a política monetária para toda a Zona Euro. O franco francês foi substituído pelo Euro como moeda virtual em 1 de janeiro de 1999, sendo substituído inteiramente por moedas e notas em 1 de março de 2002.